# Leirvík
Leirvík er en bygd på østkysten af Eysturoy på Færøerne. Den 1. januar 2009 blev den lagt sammen med Gøtu kommuna til Eystur kommuna. 
Leirvík ligger i nærheden af af gode fiskefarvande, og har egen fiskerihavn og fiskeindustri. Lidt udenfor bygden mod øst ligger IRF forbrændingsanlægget. Der er forsamlingshus, missionshus, bowlingcenter, tankstation og øldepot med mere. Folkeskolen "Leirvíkar Skúli" har ca. 80 elever fra 1 -7 skoleår og huser endvidere det lokale bibliotek. 
I 1970erne blev der i området Uppi á Brekkum anlagt en 0,76 ha plantage. En kunstgræsbane med plads til 2 000 tilskuere blev åbnet i 1986. Leirvíkar Ítróttarfelag blev i 2008 lagt sammen med Gøtu Ítróttarfelag og dannede Víkingur.

## Erhvervsliv
Havnen er blevet udbygget 1945 og en fiskerihavn i 1973 og er yderligere blevet udvidet i 1985 og i 2012 også med en småbådehavn med plads til 70‑80 både.
Fiskefiletfabrikken Frost blev etableret i havneområdet i 1957. Den lukkede under den økonomiske krise i 1992, men åbnede på ny under navnet Tavan, som i dag fremstiller produkter af guldlaks, sild og makrel.
Faroe Marine Products lufttørrer fiskeprodukter som fiskehoveder. Fabrikken udnytter spildvarmen fra forbrændingsanstalten i Leirvík til sin produktion. Fofish/Norðfra producerer fiskeprodukter til det lokale marked som til eksport, mens Prima Fisk fortrinsvis producerer til det færøske marked.
Forbrændingsværket Brennistøðin á Hagaleiti ved Leirvík blev sat i drift i 1989 og er sidst renoveret og udbygget i 2018. Værket modtager affald fra alle de færøske kommuner undtagen Tórshavnar kommuna.

## Geografi
Bygden ligger på den nordlige side af halvøen Gøtunes ved Leirvíksfjørður i et lavt kystområde omkranset af fjeldene Ritafjall på 641 m, Knúkur på 463 m og Sigatindur på 612 m. Bygden var tidligere opdelt i de tre býlingar Toftanes, uttan Á og við Garð, som i dag udgør en sammenhængende bebyggelse.

## Kultur
I år 2000 åbnede lokalmuseet "Báta- og Listasavnið". Museet har en fin samling af færøbåde med tilhørende udstyr og andre maritime genstande. Der er desuden en kunstsamling med værker af de lokale billedkunstnere Jóannis Kristiansen og Sámal Toftanes. Ejeren af museet Osmund Justinussen har siden afhændet museet til Eystur kommuna.
I nærheden af havnen finde en ruin fra vikingetiden kaldet á Toftanesi. 
Hvert år i begyndelsen af februar afholdes "Sólarkaffi", hvor man fejrer at solen igen kan ses i bygden, efter at den har været væk i de tre vintermåneder.
Ved en rundkørsel står et kunstværk af Fridtjof Joensen fra 1980, som forestiller en synkende båd og en brodsø. Værket blev rejst til minde om dem der ikke kom hjem fra havet.

## Historie
Arkæologiske udgravninger ved Toftanes viser, at Leirvík helt tilbage i det 9. århundrede blev koloniseret af vikingerne. I forbindelse med udbygning af havnen og vejen til færgelejet var det nødvendigt, at foretage en arkæologisk undersøgelse af området på á Toftanesi. En stor udgravning blev gennemført, og der blev fundet hustomter og brugsting, som som kan dateres til 1100-1300-tallet. Tomterne er nu fredede. Udgravninger viste også, at de norske vikinger her dyrkede almindelig byg, og at bosættelsen her fandt sted fra 860 til 970.

I 1349 dræbte pesten Den Sorte Død alle indbyggere i Leirvík undtagen en pige. I 1538 nedlægges i forbindelse med Reformationen den katolske kirke.
Mellem Leirvík og Norðragøta ses et lille plateau, der er kendt som "Fransafløti". Sagnene fortæller, at folk flygtede op, når ukendte fremmede – “Fransar” – på søen nærmede sig. Herfra var der godt udsyn, og man var på passende afstand af eventuelt uvelkomment selskab. Betegnelsen “fransa” har ikke nødvendigvis noget etnisk indhold i sig, men blev brugt summarisk om fremmede personer sydfra, hvis etniske identitet, man ikke kendte.
Cirka en kilometer syd for Leirvík, vest for vejen til úti í Vík, ses "Fransmannagravirnar", tre aflange forhøjninger i marken, som ligger parallelt med hinanden. De måler alle ca. 3,30 meter i længden og er ca. 1,30 meter brede. Ifølge traditionen skulle tre omkomne “franske” søfolk været begravet her. Ingen detaljer er kendt om en sådan begivenhed, men skal sandsynligvis henføres til det 17. eller 18. århundrede. 

I 1725 kom et smuglerskib til Leirvík, og man fik kontakt med mandskabet for at bytte varer med dem. Desværre blev de smittet med kopper. Kort tid efter var der bryllup i bygden, og alle blev smittet. En stor del af bygdens folk døde. Men den kom sig ret snart efter denne ulykke, især fordi folk fra andre bygder flyttede til og bemandede kongsgårdene, som var uden husherre. Størstedelen af bygdens jord var nemlig kongsjord, og allerede i 1801 var indbyggertallet vokset til 85.
I 1726 hærges Leirvík af kopper, som koster flere af indbyggerne livet.
Den 22. maj 1883 kæntrer en båd fra Leirvík, lastet med saltfisk, på vej hjem fra Klaksvík, og 4 mænd omkommer. I 1906 Leirvík blev udskilt af Fuglafjørður sogn, og fik sin første kirke siden 1538.
Leirvíkar kommuna var en kommune, blev udskilt fra Fuglafjarðar kommuna i 1918 med et areal på 11 km².
Leirvík fik fast vejforbindelse langs kysten omkring 1935. Vejen er i nutiden åben for lettere trafik. 
I 1944, den 2. januar driver en mine i land ved Leirvík og eksploderer. Der ødelægges og beskadiges mange huse, men ingen kommer til skade.  
Havnen  blev i slutningen af 2. verdenskrig udvidet med et kajanlæg til større skibe 
I 1985 blev den 2300 m. lange tunnel mellem Leirvík og Norðragøta indviet. Året efter fik Leirvík en fodboldbane med kunstgræs.
I en havnebygning fra 1951, som indtil 1980 blev brugt til saltning og tørring af fisk, blev der i 2002 åbnet et kunst- og bådsmuseum med gamle færøbåde fra første del af forrige hundrede, og med malerier af lokale kunstnere.
1973 blev der bygget en fiskerihavn i 1973 og et bilfærgeleje til færgeruten Leirvík- Klaksvík (1973-2006).
Havnen udvidet i 1985 og i 2012 og med en småbådehavn med plads til 70‑80 både.
I årene 1982 til 1987 blev der i Toftanes for første gang på Færøerne foretaget en større udgravning af et gårdanlæg fra vikingetiden. Udgravningerne har givet et vigtigt indblik i Færøernes tidlige historie.
Leirvík havde indtil april 2006  færgeforbindelse til Klaksvík. 
I 2003 blev arbejdet med at grave en undersøisk tunnel under Leirvíksfjørður til Norðoyar startet, og i foråret 2006 kunne man køre direkte til Klaksvík (Borðoy), Kunoy og Viðoy. Den 29. april 2006 blev den 6,2 kilometer lange Nordoytunnelen fra Leirvík til Klaksvík indviet. 

## Kirken
Leirvíkar kirkja er opført i 1906. I forbindelse med en renovering og ombygning af kirken i 1977, blev tagrytteren fjernet og kirken blev forlænget. I vestenden blev der opført et diagonalt stillet tårn, med et sort pyramidetag. Det står nærmest i et hak ind i kirken med lange smalle vinduer imellem kirkebygningen og tårnet. På langsiderne sidder nu syv spidsbuede vinduer i hver side samt to smalle vinduer der går fra fundament til tag. Indgangsdøren er nu placeret i den vestlige ende af sydsiden. 

## Personer
- Musikeren Høgni Lisberg er vokset op i Leirvík.
- Maleren Jóannis Kristiansen (1918-1988) er født og opvokset i Leirvík.
- Politikeren Jákup Frederik Øregaard (1906–1980).
- Politikeren Klæmint Olsen (1842-1912).

## Galleri
| - Den gamle fjeldvej til Leirvík - Havnen - Leirvík |

## References
1. ↑  https://hagstova.fo/fo/folk/folkatal/folkatal
2. ↑  https://trap-faeroeerne.lex.dk/Leirv%C3%ADk_-_Bygd
3. ↑  Steffen Stummann Hansen, John Sheehan: The Leirvik bonhústoftin and the Early Christianity of the Faroe Islands, and beyond, academia.edu, Side 50
4. ↑  https://historypressfaroeislands.com/dansk/fortidsminder/fransmannagravirnar/
5. ↑  Bygdir - Sett av óstemplaðum frímerkjum: Tríggjar miðalstórar bygdir í Eysturoy., stamps.fo (på færøsk)
6. ↑  https://web.archive.org/web/20170303042329/http://danske-kirker.dk/index.php/19-faeroerne/220-leirvik-lervig-kirke